# 対鶴橋

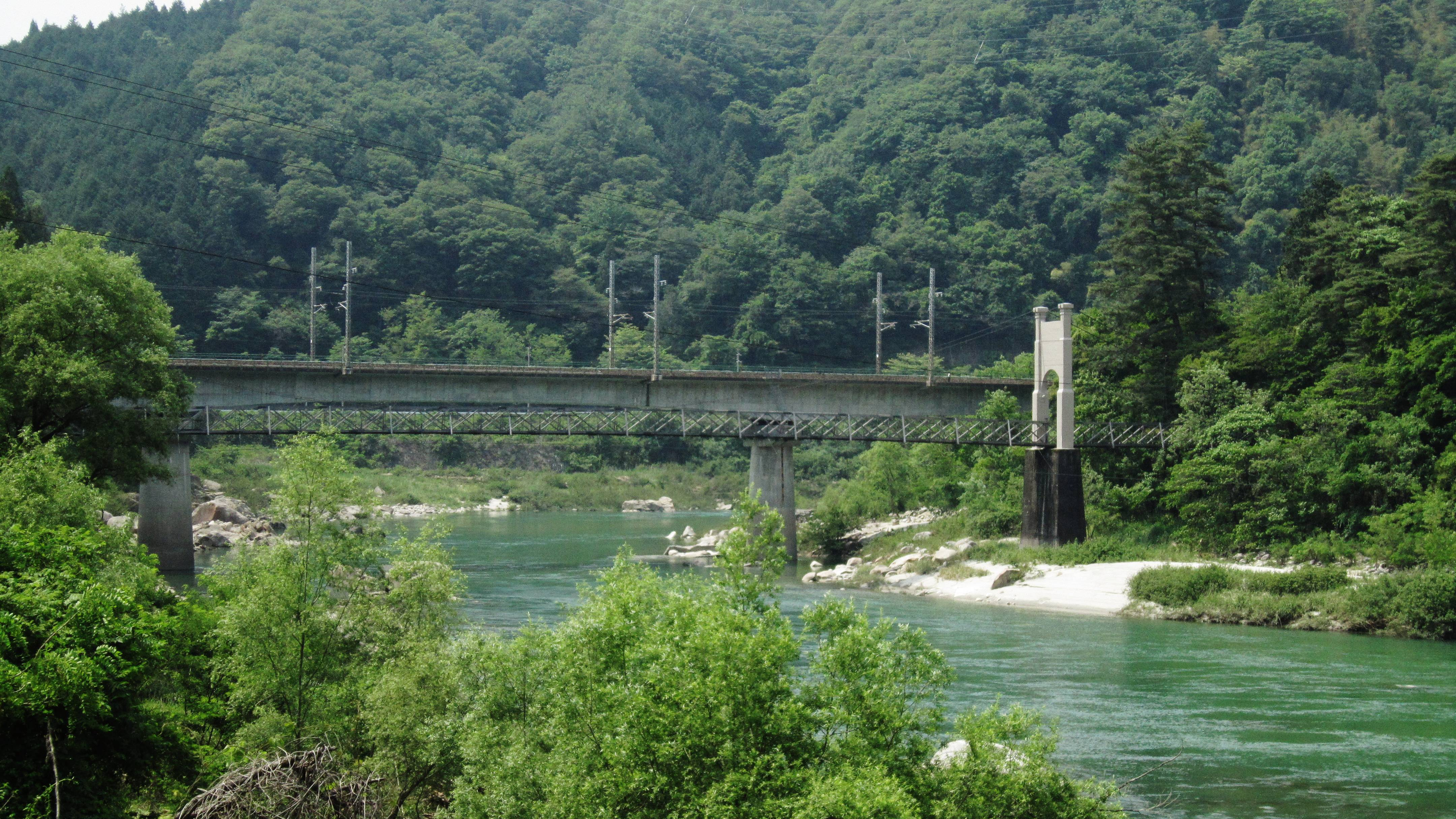
対鶴橋（奥はJR中央本線）

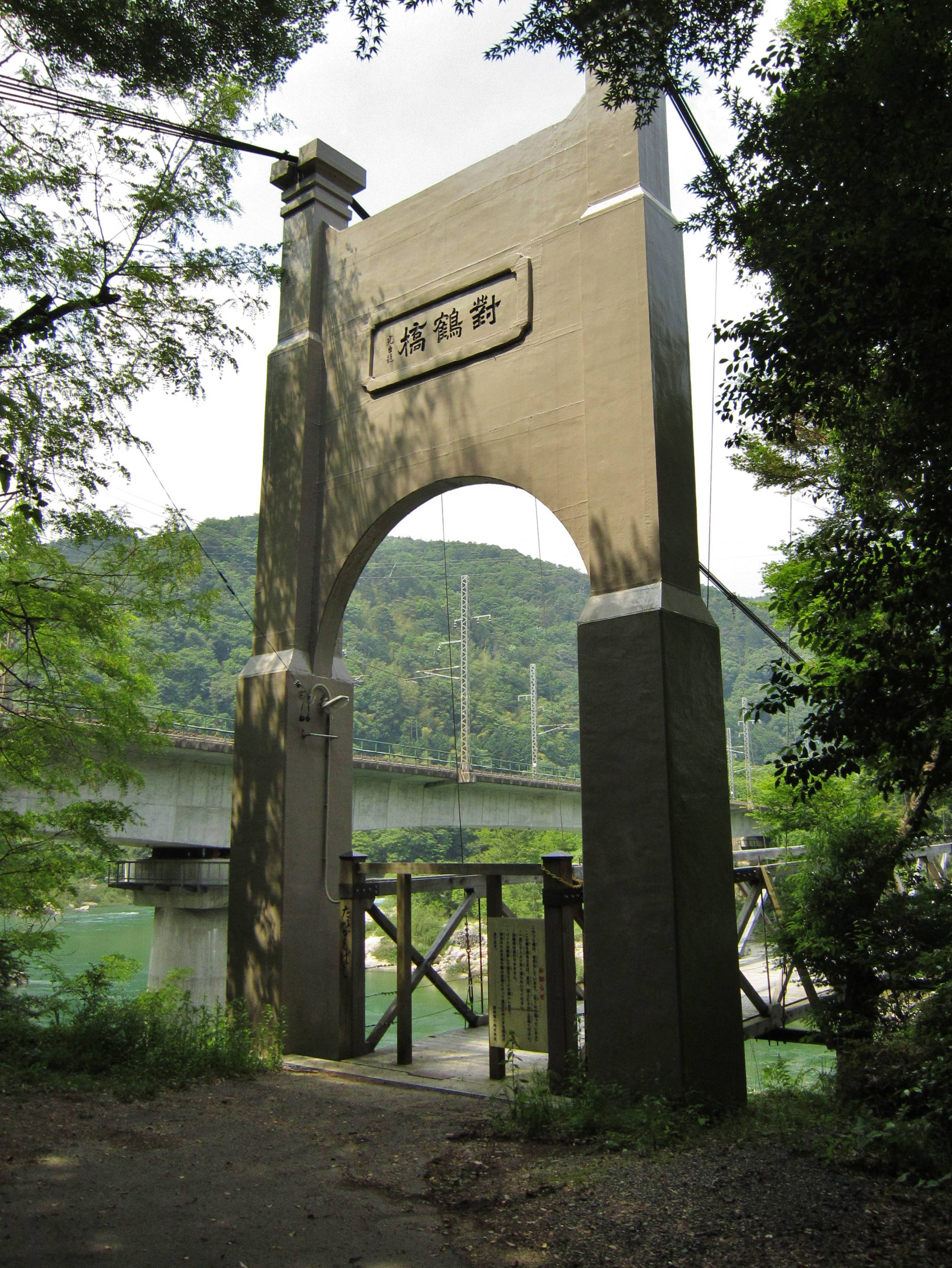
対鶴橋（右岸側）

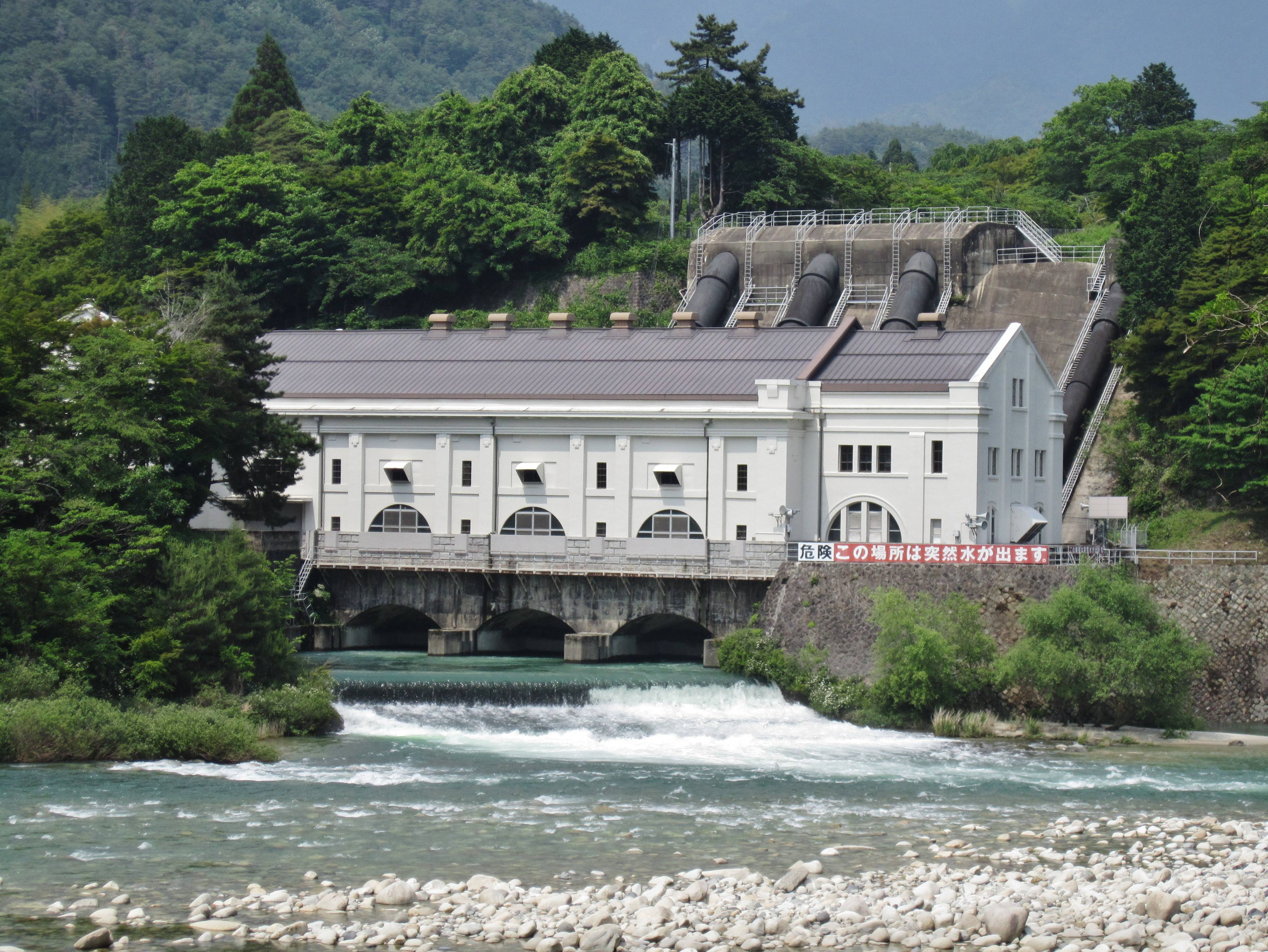
賤母発電所

対鶴橋（たいかくばし、扁額には對鶴橋とある）は、岐阜県中津川市の木曽川に架かっていた橋（吊橋）である。
賤母発電所（しずもはつでんしょ）の建設資材を中央本線坂下駅から運搬するために、木曽電気興業（後の大同電力）により架橋された。解体時も木曽電気興業の後身である関西電力が所有していた。賤母発電所より徒歩5分。
かつては岐阜県恵那郡坂下町と長野県木曽郡山口村を結ぶ県境の橋であったが、2005年（平成13年）、坂下町と山口村が中津川市に編入されたことにより、以降は中津川市内の橋になっていた。

## 概要
- 供用 ：1919年（大正8年）
  - 1976年（昭和51年）改修
- 延長： 111.4m
- 幅員： 2.5m
- 区間： 岐阜県中津川市坂下 - 岐阜県中津川市山口
- 構造： 吊橋（木製トラス補剛） RC主塔
- 設計： 石川栄次郎

賤母発電所の建設のさい、当時大規模なダムの建設技術がなかったため、堰堤を木曽川に築き、発電所に導水することになったため、1916年（大正5年）に周辺の町村で大規模な騒動が発生している。景観や漁業権、木材を筏にして木曽川を利用していたことによる問題である。金銭補償と木材運搬用の森林鉄道（木曽森林鉄道野尻線、蘭線、与川線、田立線）により一応の解決がされたという。賤母発電所は1920年（大正9年）に完成している。
1976年（昭和51年）に改修が行われ、主塔のセメント吹き付け、補鋼トラスの復元などが行なわれ、2005年にも全面的な修繕が行われている。その際、関西電力から中津川市に無償譲渡が提案されていたが、老朽化や、近隣地区の利用者が少ないことなどから、譲渡は見送られた。
2018年3月末までに解体撤去の予定であり、2017年11月から全面通行止めとなり12月より解体されている。

## 橋の名称について
大同電力（木曽電気興業を含む）が築いた水力発電所の建設用の橋は7箇所ある。これらには、大同電力にちなんだ人名などが付けられていることがある。対鶴橋は、帝室林野管理局（後の帝室林野局）の長官であった南部光臣の家紋「対鶴」からである。他にも、南木曽町の木曽川にある桃介橋は、福沢桃介の名前より命名。中津川市の落合川（木曽川支流）にある村瀬橋は、当時の大同電力の常務取締役の村瀬末一の名字からの命名である。